# باري فوستر (لاعب كرة قدم)
باري فوستر (بالإنجليزية: Barry Foster)‏ هو لاعب كرة قدم بريطاني في مركز الدفاع، ولد في 21 سبتمبر 1951 في وركشوب ‏ في المملكة المتحدة. لعب مع نادي بوسطن يونايتد ونادي مانسفيلد تاون.